# Ботте Зіна
Зі́на Бо́тте  (англ. Zina Botte) (нар. 5 жовтня 1940, Глобине, Полтавщина — пом. 1 липня 1996, Мельбурн, Австралія) — українська підприємець, педагог, громадська діячка і перший почесний Генеральний консул України в Австралії. Громадянка Австралії.

## Життєпис
Зіна Ботте, з роду Чуйко, народилась 5 жовтня 1940 в селі Глобиному в селянській родині. Дитиною вивезена до Німеччини під час ІІ-ї Світової війни); у 1949 емігрувала з батьками до Австралії. Закінчила Мельбурнський університет (1963), отримала диплом бакалавра гуманітарних наук. Викладала англійську, німецьку, та французьку мови в середніх школах та в українських суботніх школах. Член «Пласту», Союзу українок Австралії, Українського студентського товариства, хору «Чайка», театру ім. Л. Курбаса, літературно-мистецького клубу ім. В. Симоненка.
Брала активну участь в організації допомоги дітям-жертвам Чорнобильської аварії. У 1990 стала співзасновником та першим головою Австралійської Фундації Допомоги Дітям Чорнобиля (англ. Australian Chernobyl Children's Relief Foundation). В грудні 1990 з Мельбурна доставлено 20 тонн вантажу: ліки і продукти харчування для дітей, які потерпіли від аварії на Чорнобильській АЕС, цей доброчинний акт зроблений Австралійською фундацією допомоги дітям Чорнобиля. Вшанована Верховною Радою та кабінетом міністрів України званням «Чорнобильська мати» (1991).
Від березня 1992 — перший почесний Генеральним консулом України в Австралії з осідком у Мельбурні. Після смерті Зіни Ботте в 1996 році новим Почесним консулом України в Мельбурні було призначено Валерія Ботте (її чоловік).
Разом з чоловіком заснувала підприємство мотелів «Red Carpet Inns».